# Patrika Darbo

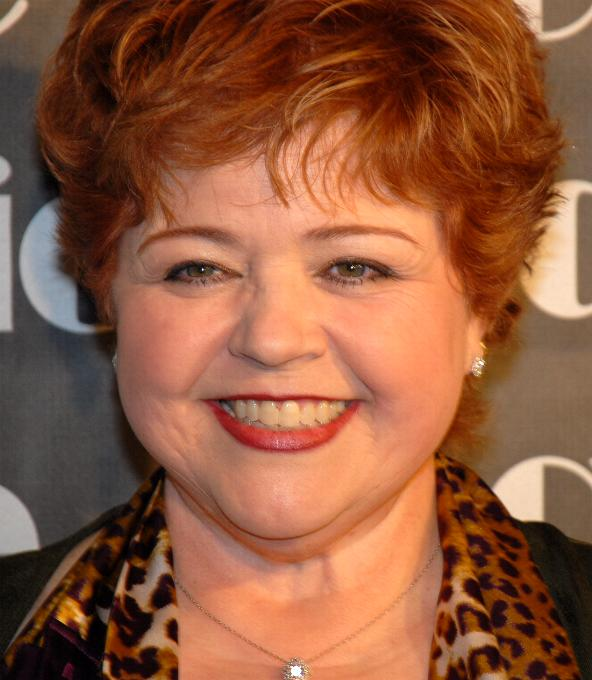
Patrika Darbo

Patrika Darbo (* 6. April 1948 in Jacksonville, Florida) ist eine US-amerikanische Schauspielerin.

## Leben
Trotz einer Vielzahl Gastauftritte in Fernsehserien wie Unser lautes Heim, Roseanne und California Clan und kleineren Nebenrollen in Kinoproduktionen wie Ghost Dad oder Gremlins erlangte Parika Darbo erstmals 1991 durch ihr Engagement in der Serie Eine starke Familie größere Bekanntheit. Nur ein Jahr später wurde ihre Rolle aufgrund mangelnden Zuschauerinteresses aus den Drehbüchern gestrichen; Darbo machte daraufhin durch Rollen in Corrina, Corrina oder auch Speed 2 auf sich aufmerksam, absolvierte parallel dazu immer wieder kleinere Auftritte in Sitcoms wie Eine schrecklich nette Familie, Seinfeld oder Gilmore Girls. 2005 war sie zuletzt in Mr. & Mrs. Smith an der Seite von Brad Pitt und Angelina Jolie zu sehen.
Seit 1972 ist sie mit Rolf Darbo verheiratet.

## Filmografie (Auswahl)
- 1988: Eine verrückte Reise durch die Nacht (The Night Before)
- 1988: Kopflos durch die Nacht (It Takes Two)
- 1989: Der Hai aus L.A. (Nashville Beat)
- 1989: Die Wilde von Beverly Hills (Troop Beverly Hills)
- 1989: Meine teuflischen Nachbarn (The Burbs)
- 1990: Die Erbschleicher (Daddy’s Dyin’... Who’s Got the Will?)
- 1990: Ghost Dad – Nachrichten von Dad (Ghost Dad)
- 1990: Gremlins 2 – Die Rückkehr der kleinen Monster (Gremlins 2 – The New Batch)
- 1990: Martians – Ein Außerirdischer kommt selten allein (Spaced Invaders)
- 1991: Der Giftzwerg (Dutch)
- 1991–1992: Eine starke Familie (Step by Step) (Fernsehserie, 22 Episoden)
- 1992: Auf und davon (Leaving Normal)
- 1992: Scary – Horrortrip in den Wahnsinn (The Vagrant)
- 1993: Eine schrecklich nette Familie (Married… with Children) (Fernsehserie, 1 Episode)
- 1993: In the Line of Fire – Die zweite Chance (In the Line of Fire)
- 1993: Superman – Die Abenteuer von Lois & Clark (Lois & Clark: The New Adventures of Superman) (Fernsehserie, 1 Episode)
- 1994: Corrina, Corrina
- 1994: Die Sünden eines Vaters (Secret Sins of the Father)
- 1995: Ein Schweinchen namens Babe (Babe)
- 1996: Fast Money – Treibjagd nach Tijuana (Fast Money)
- 1996: Hausarrest (House Arrest)
- 1997: Mitternacht im Garten von Gut und Böse (Midnight in the Garden of Good and Evil)
- 1997: Speed 2 (Speed 2: Cruise Control)
- 1998: Ruby Bridges – Ein Mädchen kämpft für sein Recht (Ruby Bridges)
- 1999: Future Kids – Jäger des verlorenen Goldes (Durango Kids)
- 2004: Madhouse – Der Wahnsinn beginnt (Madhouse)
- 2005: Mr. & Mrs. Smith
- 2007: Der Krieg des Charlie Wilson (Charlie Wilson’s War)
- 2010: Dexter (Fernsehserie, 1 Episode)
- 2010: Santa Pfotes großes Weihnachtsabenteuer (The Search for Santa Paws)
- 2011: The Middle (Fernsehserie, 1 Episode)
- 2018: Spinning Man – Im Dunkel deiner Seele (Spinning Man)
- 2020: 9-1-1: Lone Star (Fernsehserie, 1 Episode)